# 米爾恩斯島
米爾恩斯島（英語：Milnes Island），是南極洲的島嶼，處於伍爾帕克島以北4公里，屬於比斯科群島的一部分，由英國探險隊繪入地圖，現時由南極條約體系管理。